# Bambusflöte

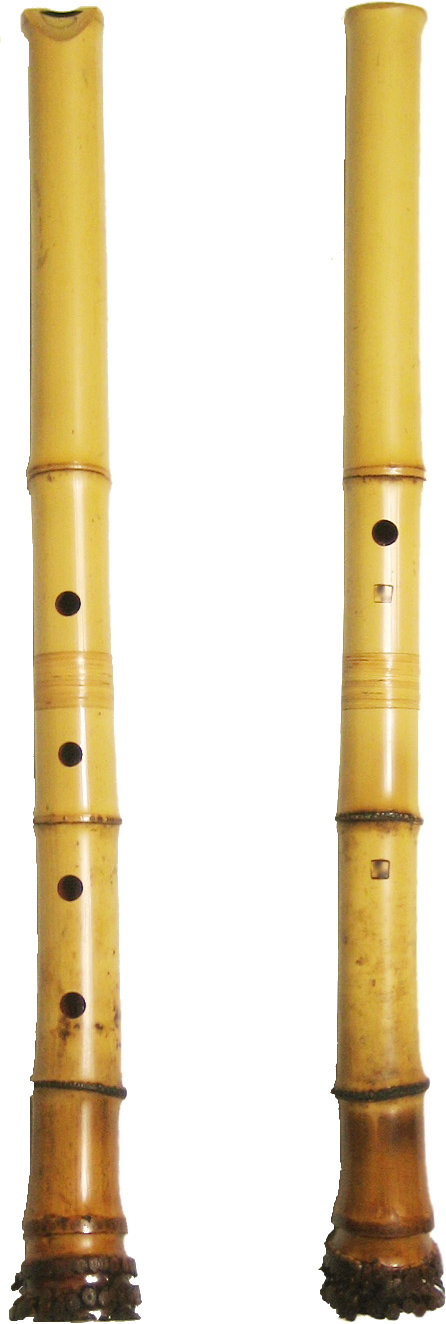
Shakuhachi

Eine Bambusflöte ist eine Flöte aus Bambus. Die Bezeichnung ist keine Instrumentenkategorie, sondern bezieht sich lediglich auf das Material der Spielröhre. Nach der Tonproduktion gehört eine Bambusflöte zu den Flöten ohne Kernspalt (Längsflöten und Querflöten) oder zu den Kernspaltflöten.
Einige Beispiele von Bambusflöten:
- Atenteben, Kernspaltflöte in Ghana
- Bansi, 1) anderer Name für Bansuri und 2) eine Form der Saluang
- Bansuri, indische Querflöte
- Chi, kurze chinesische Querflöte mit acht Grifflöcher (vereinzelt auch mit sechs oder sieben Grifflöcher), heute selten
- Chivoti, Querflöte an der Küste des Indischen Ozeans im Süden Kenias
- Chunggum, mittelgroße Querflöte in Korea
- Daegeum,  auch Taegŭm, lange Querflöte in Korea
- Dangjeok, kurze Querflöte in Korea
- Dizi, chinesische Querflöte
- Hotchiku, japanische Längsflöte
- Khloy, Längsflöte in der kambodschanischen Musik
- Khlui, ähnlich der Khloy in der thailändischen Musik
- Komabue, japanische Querflöte
- Nōkan, japanische Querflöte
- Quena, „Andenflöte“ in Südamerika
- Ryūteki, japanische Querflöte
- Saluang, Längsflöte der Minangkabau auf Sumatra
- Sáo, kleine vietnamesische Querflöte
- Shakuhachi, japanische Längsflöte
- Shinobue, japanische Querflöte
- Sogeum, kleine koreanische Querflöte
- Suling, Längsflöte auf Java und Bali
- Surpava, in der Mitte angeblasene Querflöte im indischen Bundesstaat Maharashtra
- Tula, Bambusflöte in Afghanistan
- Umwere, die längste Variante der Ibirongwe, einer seltenen Querflöte in Kenia
- Venu, historische Bambusflöte in Indien, kleine Querflöte in Südindien
- Savarngil, Längsflöte der indonesischen Kai-Inseln
- Xiao, chinesische Längsflöte
- Xindi, chinesische Querflöte

- In der Musik Neuguineas gibt es zahlreiche unterschiedliche Bambuslängsflöten, die Asiinaya, Burari, Fatiya, Kuakumba, Kululu oder Pumingi heißen. Wapi ist eine Querflöte.
- Auf den Philippinen kommen besonders in der traditionellen Musik der nördlichen Inseln mehrere Bambusflöten vor. Bulongodyong ist eine Bambusflöte der Aeta. Zu den philippinischen Kerbflöten zählen Abalao (Abellao), Sinongyop, Balding und Enoppok. Querflöten sind Flauta, Palawta (Plawta) und Tipanu. Nasenflöten heißen Tongale, Enonggol oder Kaleleng.